# Operação Dominó
A Operação Dominó deflagrada pela Polícia Federal do Brasil em 4 de agosto de 2006 visou desbaratar o desvio de recursos públicos na assembleia legislativa do estado de Rondônia sobre o poder judiciário, o ministério público, o tribunal de contas e o poder executivo do estado.
Cerca de 30 pessoas suspeitas de envolvimento foram presas, entre elas o juiz José Jorge Ribeiro da Luz e o diretor-geral da Assembleia Legislativa José Ronaldo Palitot.
Segundo a Polícia Federal, o grupo já havia desviado ao menos 70 milhões de reais por meio de contratos fraudulentos que partiam da Assembleia Legislativa. Os recursos públicos eram desviados para pagamentos de serviços, compras, obras superfaturadas e em alguns casos, objetos de contratos nem eram entregues e serviços não eram feitos.

## 23 presos
A Polícia Federal divulgou uma lista com os nomes dos 23 presos em Rondônia. Não constam o nome de autoridades com foro privilegiado como os deputados estaduais que não puderam ser investigados diretamente.
- Sebastião Teixeira Chaves - desembargador e presidente do Tribunal de Justiça de Rondônia
- José Jorge Ribeiro da Luz - juiz de Direito
- Edílson de Souza Silva - conselheiro do Tribunal de Contas de Rondônia
- José Carlos Vitachi - procurador de justiça
- Carlão de Oliveira (PSL) - presidente da Assembleia Legislativa de Rondônia
- Haroldo Augusto Filho - filho do deputado estadual Haroldo Santos (PP)
- Gebrin Abdala Augusto dos Santos - filho do deputado Haroldo Santos
- Rosa Salomé Soares - assessora do deputado Haroldo Santos
- Carlos Magno - candidato a vice-governador e ex-chefe da Casa Civil de Rondônia
- Jurandir Almeida Filho Junior - irmão do deputado estadual Amarildo Almeida (PDT)
- Edons Wander Arrabal - assessor Amarildo Almeida
- Eliezer Magno Arrabal - assessor Amarildo Almeida
- Adelino César de Moraes - assessor Amarildo Almeida
- Joarez Nunes Ferreira - assessor Amarildo Almeida
- Marcos Alves Paes - chefe de gabinete de Amarildo Almeida
- João Carlos Batista de Souza - assessor de Carlão de Oliveira
- Lizandreia Ribeiro de Oliveira - irmã de Carlão de Oliveira
- Moisés José Ribeiro de Oliveira - irmão de Carlão de Oliveira
- Márcia Luiza Scheffer de Oliveira - esposa de Carlão de Oliveira
- José Ronaldo Palitot - diretor da Assembleia Legislativa de Rondônia
- Emerson Lima Santos - diretor de Recursos Humanos da Assembleia Legislativa de Rondônia
- Marlon Sérgio Lutosa Jungles - cunhado de Carlão de Oliveira
- José Carlos Cavalcante de Brito - servidor da Assembleia Legislativa de Rondônia

## Intervenção federal
O ministro da justiça, Márcio Thomaz Bastos, apesar de não descartar uma intervenção federal no estado de Rondônia para garantir o correto funcionamento das instituições e a completa investigação de desvio de dinheiro público, ele afirmou em 7 de agosto de 2006 que a intervenção não deverá ocorrer num futuro próximo.

## Condenações
Em Abril de 2016 foi preso o ex-deputado estadual e federal João Batista dos Santos, o João da Muleta, condenado a 8 anos e 4 meses e 15 dias de reclusão, a começar em regime fechado. Na mesma operação foram presos os ex-deputados estaduais João Ricardo Gerolomo Mendonça, também conhecido como Kaká Mendonça, condenado a oito anos e quatro meses de prisão, Daniel Néri, condenado a oito anos e dois meses de prisão e Ronilton Rodrigues Reis.

Em Julho de 2016 foi preso o ex-deputado estadual Evanildo Abreu de Melo, o Coronel Abreu, em uma operação de rotina da Polícia Rodoviária Federal. Ele estava foragido e tinha sido condenado a mais de onze anos e 111 dias multa. Foi condenado por ter indicado onze pessoas para a folha paralela, administrada por Carlão de Oliveira. Já havia sido secretário de Segurança e comandante geral da Polícia Militar.